# Baktaix
Muhyí-d-Din Baktaix o Ertaix o Baktak fou un efímer príncep seljúcida de Damasc, fill de Tútuix I.
Quan va morir el seu pare tenia només un any i així es va lliurar de la massacre dels prínceps ordenada pel fill gran Ridwan que no volia competidors. També se'n va lliurar un altre germà, Duqaq, que es va refugiar a Damasc on fou reconegut com a sobirà. Duqaq va morir el 8 de juny de 1104 i llavors l'atabeg Dhàhir-ad-Din Tughtikín va proclamar emir a Ertash o Baktash, que tenia 12 anys, però després s'ho va repensar; Ertash va fugir i Tughtikín va posar llavors al tron al fill de Duqaq, de nom Tutush II, assolint la regència que li donava el poder efectiu en condició d'atabeg. Ja s'havia casat amb la mare de Duqaq i vídua de Tútuix I el que li donava una posició sòlida. Ertash es va refugiar a Baalbek i després a Raheba i va intentar recuperar Damasc amb suport d'Aitegin o Aitekin, senyor de Bosra, però fou refusat i es va haver de refugiar amb Balduí I de Jerusalem que li va prometre suport que mai es va concretar a causa d'una invasió fatimita de terres del regne de Jerusalem en aliança amb Tughtikín. Baktaix fou capturat en la lluita i empresonat a Esfahan, on va morir, probablement assassinat, el 1104.